# Хардінес-де-ла-Рейна
Хардінес-де-ла-Рейна (англ. Королівські сади) — архіпелаг у південній частині Куби, у провінціях Камагуей та Сьєго-де-Авіла.
Він був названий Христофором Колумбом на честь іспанської королеви Ізабелли І Кастильської. З 1996 року був створений морський заповідник, що охоплює значну частину архіпелагу. У 2010 році Хардінес-де-ла-Рейна був створений як національний парк (ісп. Parque Nacional Jardines de la Reina). 2 170 км2 (840 миля2), це одна з найбільших охоронюваних територій Куби.

## Географія
Він розташований у Карибському морі, між затокою Ана-Марія (на північному заході), затокою Гуаканаябо (на півдні) та Каналлонським каналом (на заході). Він простягається на загальному напрямку з північного заходу на південний схід, паралельно узбережжю Куби протягом 150 км (93 миля) від Кайо Бретон до Кайос Мордазо. Другий за величиною архіпелаг Куби (менший лише за Хардінес-дель-Рей), він утворений більш ніж 600 затоками та островами. Інші затоки на архіпелазі включають Кагуамас, Кайос Сінко Балас, Кайо Анклітас, Кайо Альгодон Гранде, Кайос Пінгвіс та Кайо Гранада. Частина архіпелагу також відома як Лаберінто-де-лас-Доче-Легуас (Лабіринт Дванадцяти Ліг).

## Таблиця островів
| Nr. 1) | Острів                  | Інші особливості та особливості | Площа (км²) | Населення (Офіційний перепис 2012 року) |
| 1      | Кайо-Альгодон Гранде    | | 3,70        | 0                                       |
| 2      | Кайо-Анклітас           | Пунта-Пілото | 4,50        | 0                                       |
| 3      | Кайо-Бретон             | | 6.70        | 0                                       |
| 4      | Кайо-Кабальонес         | | 16.50       | 0                                       |
| 5      | Кайо-Кабеса-дель-Есте   | | 6.36        | 0                                       |
| 6      | Кайо-Кагуамас           | | 7,86        | 0                                       |
| 7      | Кайо Гранде             | | 26,80       | 0                                       |
| 8      | Кайос-Ана-Марія         | Кайо-Тіо-Хоакін, Аренас, Баландрас, Ана Марія, Каоба, Кампіто, Гуасімас, Фламенко, Дос Ерманос, Гвінея, Обіспо, Лагуна, Енкантадо, Хороба,                           | 14.76       | 0                                       |
| 9      | Кайос Бахія де Касільда | Гуайо, Тобако, Пуга, Мачос | 1,00        | 0                                       |
| 10     | Кайос-Сінко-Балас       | | 13.50       | 0                                       |
| 11     | Кайос-Гранада           | Коруа, Сардини, Каоба, Гуаса, Ранчо В'єхо, Інглесітос, Пілон | 16,63       | 0                                       |
| 12     | Кайос-Медія-Луна        | Кулебра, Лома, Рабіхоркадо | 7.10        | 0                                       |
| 13     | Кайос-Мордасо           | Ронкітто, Альмачіго, Лена, Мучачо, Ларго, Пунта Інферно, Яна, Плая Бланка, Карабела, Пітаджая, Лас Боласє                                                            | 9.30        | 0                                       |
| 14     | Кайос-Пінгес            | Котторо, Мачо, Ранчо Алегрі, Віверо, Антон, Шоколад, | 20.46       | 0                                       |
| 15     | Більше островів         | Алькатрасіто, Палома, Куерво, Альгодонсіто, Мануель Гомес, Санта-Марія, Саса-де-Афуера, П'єдра-Чика, Качібока, Індіо, Карабінерро, Лаберінто, Бока-Сека, Кампо-Санто | 20.00       | 0                                       |
|        | Хардінес-де-ла-Рейна    | Кайо-Бланко, Тіо-Хоакін | 175,00      | 0                                       |

1) Дані про площі та населення островів, отримані за переписом 2012 року.

## Риболовля
Архіпелаг — популярне місце для дайвінгу та спортивної рибалки нахлистом. У парку дозволено ловити рибу нахлистом за правилами "злови та відпусти" та обмежений, добре регульований промисел омарів, хоча багато інших видів рибальства трапляються навколо парку та поруч із виходами поза межами парку. Колись це було одне з улюблених місць риболовлі Фіделя Кастро. Види риб тут включають луціан-кубера, альбулу, жовтоперого групера, чорного групера, гуасу, а також алігера велетенського (велика карибська раковина) та китову акулу. Окрім того, що це надзвичайне місце для мухоловки, однією з його головних визначних пам'яток для дайвінгу є велика кількість рифових акул.

## Дайвінг
Сади королеви (Jardines de la Reina) — одне з найпопулярніших місць для підводного плавання Куби. Підводні ландшафти включають каньйони, вершини та печери. Здорові мангрові зарості, губки та чорні корали вкривають риф. У Хардінес-де-ла-Рейна також мешкають численні шовкові та карибські рифові акули. У мангровому лабіринті можна знайти крокодилів і підводне плавання з ними.